# Cissus silvestris
Cissus silvestris là một loài thực vật hai lá mầm trong họ Nho. Loài này được Tchoumé miêu tả khoa học đầu tiên năm 1967.